# Constância (freguesia)

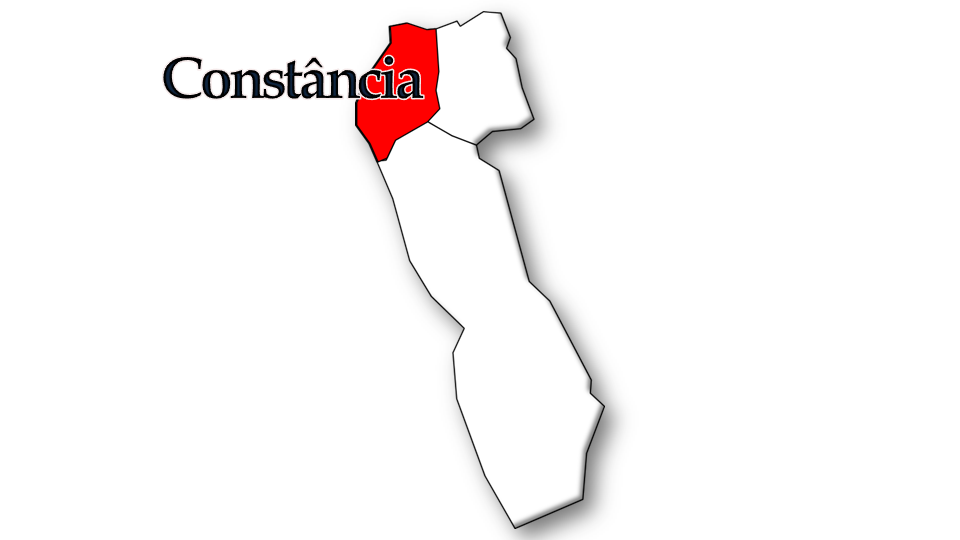
Freguesia de Constância

A Freguesia de Constância, com sede na vila que lhe dá o nome, é uma freguesia portuguesa do Município de Constância com 8,83 km² de área e 958 habitantes (censo de 2021), tendo, assim, uma densidade populacional de 108,5 hab./km².
Quando da extinção do concelho de Constância foi anexada ao concelho de Abrantes por decreto de novembro de 1895 e voltou a fazer parte do concelho (atual município) de Constância, restabelecido em 13 de janeiro de 1898.

## Demografia
A população registada nos censos foi:
| Distribuição da População por Grupos Etários | Distribuição da População por Grupos Etários | Distribuição da População por Grupos Etários | Distribuição da População por Grupos Etários | Distribuição da População por Grupos Etários |
| -------------------------------------------- | -------------------------------------------- | -------------------------------------------- | -------------------------------------------- | -------------------------------------------- |
| Ano                                          | 0-14 Anos                                    | 15-24 Anos                                   | 25-64 Anos                                   | > 65 Anos                                    |
| 2001                                         | 112                                          | 120                                          | 459                                          | 189                                          |
| 2011                                         | 162                                          | 84                                           | 547                                          | 200                                          |
| 2021                                         | 128                                          | 104                                          | 474                                          | 252                                          |

## Património
- Pelourinho de Constância
- Ponte de Santo Antoninho
- Casa de Camões ou Casa dos Arcos
- Igreja da Misericórdia de Constância
- Igreja Matriz de Constância ou Igreja de Nossa Senhora dos Mártires
- Igreja de São Julião (Constância)